# Wukro
Wukro es una ciudad en el norte de Etiopía. Está localizada en la zona oriental del estado de Tigray, en la carretera que une Asmara con Adís Abeba. Está situada a 1.972 metros sobre el nivel del mar. Según la información de la Agencia Central de Estadística de Etiopía del año 2007, la población de Wukro es de 30.208 personas. Es el asentamiento más grande de la woreda de Wukro.

## Historia
El misionero portugués Francisco Álvares fue probablemente el primer europeo que visitó Wukro, en 1521. La segunda notable visita de un europeo fue la del militar británico Robert Napier en 1868. Napier pasó por Wukro en su camino hacia Amba Mariam donde derrotó al emperador etíope Teodoro II. Los soldados británicos fueron los primeros europeos que vieron las iglesias de piedra tigres como la iglesia de Wukro Chirkos y Wukro Giyorgis Bete.
Durante la ocupación italiana un tal Francesco Baldassare empezó a construir un molino en Wukro, pero lo abandonó después de la derrota de Italia en 1941.